# Região Geoadministrativa de Patos
A Região Geoadministrativa de Patos é uma região geoadministrativa brasileira localizada no estado da Paraíba. É formada por 22 municípios.
Seus gerentes regionais são Antonio Simão de M. Júnior e Maria Aparecida Dias Alves.

## Municípios
Fonte: IBGE – Cidades
| Município              | População Estimativa 2017 | Área (km²) |
| ---------------------- | ------------------------- | ---------- |
| Areia de Baraúnas      | 2 126                     | 112,089    |
| Cacimba de Areia       | 3 749                     | 220,380    |
| Cacimbas               | 7 183                     | 126,543    |
| Catingueira            | 4 934                     | 529,457    |
| Desterro               | 8 306                     | 179,387    |
| Emas                   | 3 528                     | 240,901    |
| Junco do Seridó        | 7 165                     | 170,420    |
| Mãe d'Água             | 4 009                     | 243,754    |
| Malta                  | 5 665                     | 156,242    |
| Matureia               | 6 587                     | 83,687     |
| Passagem               | 2 424                     | 111,876    |
| Patos                  | 107 790                   | 473,056    |
| Quixaba                | 1 964                     | 156,683    |
| Salgadinho             | 3 980                     | 184,240    |
| Santa Luzia            | 15 401                    | 455,717    |
| Santa Terezinha        | 4 573                     | 357,950    |
| São José de Espinharas | 4 635                     | 725,656    |
| São José do Bonfim     | 3 566                     | 134,724    |
| São José do Sabugi     | 4 145                     | 206,917    |
| São Mamede             | 7 721                     | 530,728    |
| Teixeira               | 15 191                    | 160,900    |
| Várzea                 | 2 820                     | 190,526    |
| Total                  | 227 462                   | 5 751,833  |